# Galphimia oaxacana
Galphimia oaxacana là một loài thực vật có hoa trong họ Malpighiaceae. Loài này được C.E.Anderson mô tả khoa học đầu tiên năm 2005.